# مارك أريان
مارك أريان (باللاتينية: Marc Aryan) واسمه الحقيقي هنري ماركاريان (مواليد فالانس، فرنسا في 14 سبتمبر 1926 - متوفي في أوهاين، بلجيكا في 30 سبتمبر 1985) هو مغني فرنسي وبلجيكي من أصل أرمني ومن أبوين من التابعية اللبنانية.
اشتهر في فرنسا، بلجيكا، بلدان الشرق الأوسط والعالم العربي، كندا، روسيا، بلدان أوروبا الشرقية، وفي تركيا حيث اشتهر بأغانيه التركية وبأغنية "Istanbul" وفي أرمينيا، قام بجولة وغنى بالأرمنية "Yerevan"

## أعماله
أشهر أغانيه بالفرنسية مثل:
- Angelina
- Ballade
- Bonjour mon village, bonjour mon pays
- Giorgina
- Istanbul
- Katy
- La chanson du viel aveugle
- La lettre
- Ma Loulou
- Mon petit navire
- Qu'un peu d'amour
- Quand je te prends dans mes bras
- Si j'etais sur..
- Toi ma bohème
- Tu es no. 1 au hit-parade de mon cœur
- Un petit slow
- Volage Volage

## روابط خارجية
- مارك أريان على موقع IMDb (الإنجليزية)
- مارك أريان على موقع ميوزك برينز (الإنجليزية)
- مارك أريان على موقع ديسكوغز (الإنجليزية)